# Teotim (historiador)
Teotim (en grec antic: Θεότιμος, llatí: Theotīmus) fou un escriptor de l'antiga Grècia d'època desconeguda que va escriure sobre història local de Rodes, Cirene, Itàlia, i Egipte i Nil.
Ateneu de Nàucratis parla d'un filòsof estoic anomenat Teotim, però segurament es tracta d'un error dels manuscrits per Diotim.